# Pesisir jezici
Pesisir jezici, naziv za nekadašnju jezičnu podskupinu lampunških jezika s otoka Sumatra u Indoneziji. Prema tadašnjoj klasifikaciji obuhvaćala je (6) jezika koji su gotovo svi izgubili status i danas se vode kao dijalekti jezika lampung api, to su: 
- Komering [kge], jedan od 3 jezika podskupine lampung. U njega je uklopljen kayu agung [vky] a nekad se vodio kao jedan od tri abung jezika.
- Krui ([krq], identifikator povučen; dijalekt jezika lampung api [ljp]
- Lampung [ljp], danas se naziva lampung api, u njega su uklopljni bivši jezici krui [krq], južnopesisirski [pec], pubian [pun], ranau [rae], sungkai [suu]
- Južni pesisir [pec], povučen. Dijalekt jezika lampung api,
- pubian ([pun]; povučen. Dijalekt jezika lampung api
- sungkai ([suu]; povučen. Dijalekt jezika lampung api

## Vanjske poveznice
- Ethnologue (14th)
- Ethnologue (15th)